# Abel Salazar
Abel de Lima Salazar (São Paio, Guimarães, 19 de Julho de 1889 – São Sebastião da Pedreira, Lisboa, 29 de Dezembro de 1946) foi um médico, professor, investigador, pintor e resistente ao regime salazarista português que trabalhou e viveu no Porto.
As suas obras artísticas, com referências sociais, antecipam o movimento neorrealista na pintura portuguesa. O reputado Instituto de Ciências Biomédicas Abel Salazar da Universidade do Porto presta-lhe homenagem e suas pinturas com suas referências sociais antecipa o movimento neo-realista na pintura Português.

## Biografia
Nasceu no Hotel do Toural, na freguesia de S. Paio, em Guimarães. Filho de Adolfo Barroso Pereira Salazar (São Sebastião, Guimarães, 20 de outubro de 1858 – Porto, 1 de janeiro de 1941), professor da Escola Industrial de Guimarães, e de Adelaide da Luz Silva Lima (São Sebastião, Guimarães – Porto, 3 de outubro de 1929).
Ingressa na Escola Médico-Cirúrgica do Porto em 1909 e em 1915 conclui o curso de Medicina apresentando a sua tese inaugural “Ensaio de Psicologia Filosófica” que acaba classificada com 20 valores.
Com 30 anos — em 1918 — é nomeado Professor Catedrático de Histologia e Embriologia na Faculdade de Medicina da Universidade do Porto, acabando por fundar e dirigir o Instituto de Histologia e Embriologia da universidade, um modesto centro de estudos.

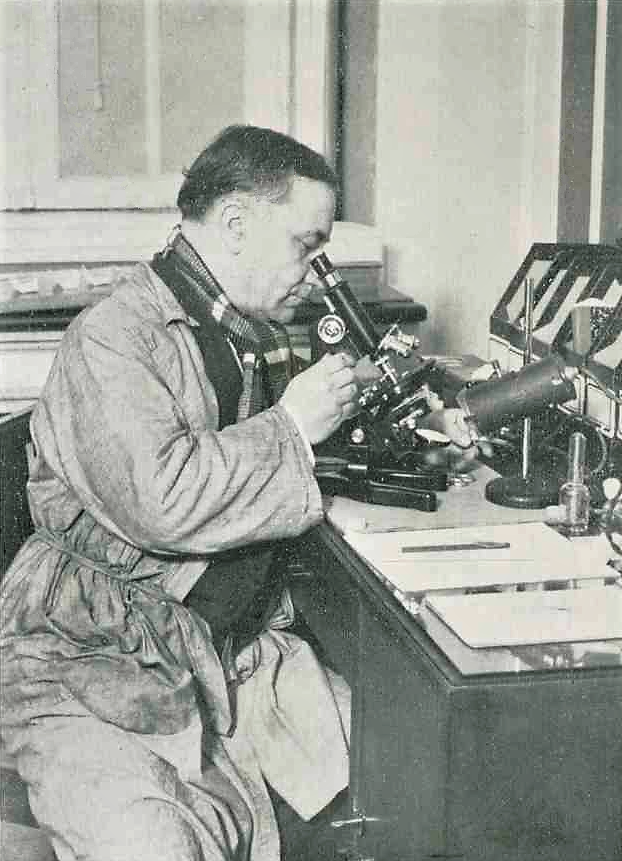
Abel Salazar ao microscópio

Como investigador, contribuiu, nomeadamente, com trabalhos relativos à estrutura e evolução do ovário acabando por criar o agora célebre, e ainda utilizado, método de coloração tano-férrico de Salazar.
Entre 1919 e 1925 o seu trabalho torna-se internacionalmente conhecido e publicado em várias revistas científicas internacionais, participando em numerosos congressos no estrangeiro. A 30 de março de 1921, casou civilmente no Porto com Zélia de Barros (Miragaia, Porto, c. 1892), filha de Adelaide de Barros. Deste casamento não houve descendência.
Em 1928, ao fim de 10 anos de trabalho profícuo em condições adversas como vem proclamando sistematicamente, Abel Salazar sofre um esgotamento e interrompe a sua actividade durante quatro anos para se tratar.
Em 1932 regressa à faculdade mas encontra já o seu gabinete desmantelado e o instituto que fundara encontrava-se praticamente ao abandono e desprovido da biblioteca, entretanto absorvida por Anatomia. Nos anos que se seguiram ao reinício da vida activa, reconstruiu o laboratório e prosseguiu o trabalho nas suas diversas áreas de interesse, tais como a Ciência, a Arte e a Filosofia.
Foi iniciado na Maçonaria em 1934.
Em 1935 é afastado da sua cátedra, do laboratório, é proibido de frequentar a biblioteca e de ausentar-se do País pela Portaria de 5 de Junho desse ano, dada "a influência deletéria da sua acção pedagógica sobre a mocidade universitária". Nesta mesma portaria foram expulsos também outros professores universitários, tais como Aurélio Quintanilha, Manuel Rodrigues Lapa, Sílvio Lima e Norton de Matos.
Com o seu afastamento forçado da vida académica, Abel Salazar desenvolve em sua casa uma produção artística variada: gravura, pintura mural, pintura a óleo de paisagens, retratos, ilustração da vida da mulher trabalhadora e da mulher parisiense, aguarelas, desenhos, caricaturas, escultura e cobres martelados, muitos hoje expostos na Casa-Museu Abel Salazar. Além da sua obra plástica, Abel Salazar "produziu uma significativa obra teórica, onde convergem arte, ciência e filosofia, organizando deste modo um corpo de saber deveras singular".
Morreu a 29 de dezembro de 1946, vítima de cancro do pulmão, em casa da irmã, Dulce Salazar, na Avenida Visconde de Valmor, n.º 52, 4.º direito, freguesia de S. Sebastião da Pedreira, em Lisboa. Foi sepultado no Cemitério do Prado do Repouso, no Porto.
Uma selecção das suas obras artísticas mais significativas foi apresentado ao público em 2010 no Museu Nacional de Soares dos Reis, no Porto, na exposição comemorativa do centenário da República, "Transparência – Abel Salazar e o Seu Tempo, um Olhar", comissariada por Manuel Valente Alves, com o objectivo de mostrar "a coesão interna do seu discurso e da sua prática interdisciplinar e a relação que o artista-cientista estabeleceu com os movimentos artísticos mais relevantes da época".
Encontra-se colaboração da sua autoria na 3ª série da revista Germen (1935-1938).

## Espólio
O espólio de Abel Salazar encontra-se disponível online, em resultado de um projecto conjunto entre a Casa-Museu Abel Salazar e a Fundação Mário Soares.